# UBS Open Gstaad 2000
UBS Open Gstaad 2000 — тенісний турнір, що проходив на ґрунтових кортах у місті Гштаад, Швейцарія з 10 липня . Належав до категорії ATP International Series, був турніром серії Swiss Open Gstaad 2000 року.

## Фінальна частина

### Одиночний розряд
Алекс Корретха —  Маріано Пуерта 6–1, 6–3

### Парний розряд
Їржі Новак (тенісист) /  Давід Рікл —  Жером Гольмар /  Міхаель Кольманн 3–6, 6–3, 6–4